# نوروبلاستوما

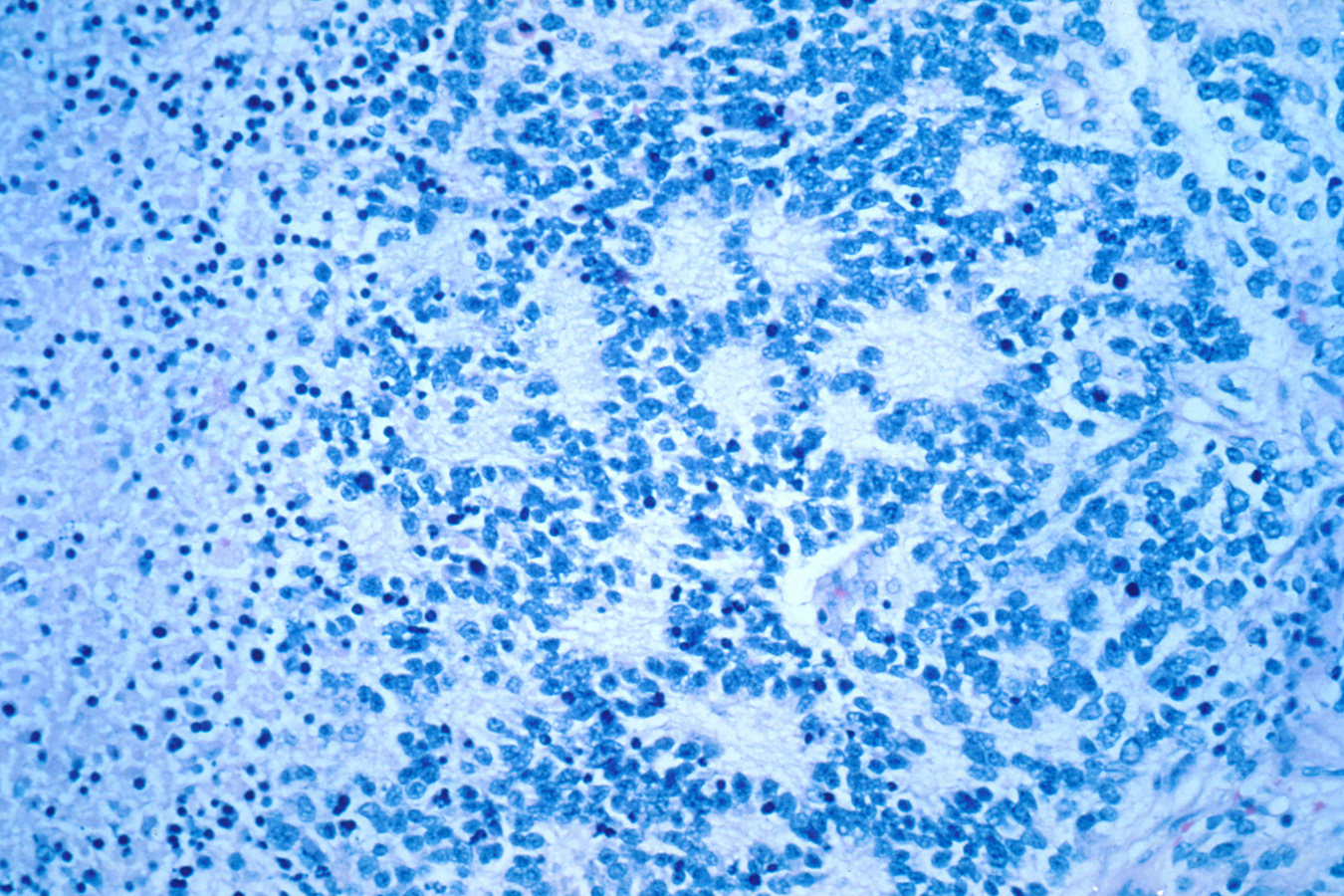
تصویر میکروسکوپی از نوروبلاستوم با بزرگنمایی چهل برابر. در این تصویر می‌توان ساختار رُزِت را مشاهده کرد. رُِزت های هومر رایت سلول های توموری تمایز یافته‌ای هستند که در اطراف یک ناحیه مرکزی حاوی نوروپیل گروه بندی شده اند (که نشانگر ارتباط آن با تومورهای با منشاء عصبی است).

نوروبلاستوما (به انگلیسی: Neuroblastoma) یکی از شایعترین تومورهای بدخیم توپر دوران کودکی است که در کلیه ایجاد شده و بیش‌ترین احتمال بروز آن در کودکان وجود دارد. بیش از نیمی از موارد این تومور خارج جمجمه ای در کودکان زیر دو سال روی می‌دهد.

## منشأ
منشأ این تومور نورواندوکرین از سلولهای ستیغ عصبی (اجزای سیستم سمپاتیک) است. این تومور اغلب از adrenal gland منشأ می‌گیرد ولی از سلولهای عصبی گردن، سینه، شکم و لگن نیز می‌تواند نشات بگیرد.زیاد استفاده از آنتی بیوتیک در بدو تولد هم خطر ابتدا به نوروبلاستوما را افزایش می دهد

## علایم و تشخیص
شایع‌ترین علامت نوروبلاستوما، وجود یک توده یا برآمدگی غیرمعمول است که معمولاً در شکم کودک یافت می‌شود. سایر علائم عبارتند از تب، اسهال مقاوم، فشارخون بالا (به دلیل تحریک پذیری)، ضربان سریع قلب، سرخی پوست، گر گرفتگی و تعریق. گاه چشمان کودک به شکلی غیرطبیعی حرکت می‌کنند. این وضعیت با نام نشانگان اپسوکلونوس – میوکلونوس شناخته می‌شود.
تشخیص نوروبلاستوما: در نود درصد موارد نوروبلاستوما، سلول‌های تومور کاتکول آمین‌ها‌ها را به حدی ترشح می‌کنند که در ادرار و خون قابل سنجش باشند. بعضی علایم مرتبط با نوروبلاستوما هم چون فشار خون بالا، ضربان سریع قلب یا اسهال، مستقیماً به دلیل افزایش کاتکول آمین‌ها می‌باشند.
تشخیص قطعی نیازمند دیدن سلول‌های نوروبلاستوما در نمونه‌های بافتی زیر میکروسکوپ است. به این منظور بیوپسی مغز استخوان یا آسپیراسیون آن انجام می‌گیرد.
آزمون‌های تصویربرداری جهت مرحله بندی نوروبلاستوما: رادیوگرافی ساده، سی تی اسکن، (MRI) و اسکن رادیونوکلوتیدی یا سینتی گرافی.

## درمان
جراحی: در برخی موارد، جراحی می‌تواند باعث برداشت کل تومور شده و در نتیجه بهبودی کامل حاصل شود.
شیمی درمانی: داروهای اصلی که برای درمان نوروبلاستوما بکار می‌روند عبارتند از: سیکلوفسفامید، سیسپلاتین، وین کریستین، دوکسوروبیسین، اتوپوساید، و توپوتکان. به‌طور کلی این داروها در دو سوم کودکان کاملاً جواب خواهند داد. ترکیبی که امروز به کار می‌رود عبارت است از: سیکلوفسفامید به علاوه دوکسوروبیسین یا سیس پلاتین به علاوه اتوپوساید.
پرتودرمانی: این روش همچنین به خوبی برای جداکردن تومورها قبل از جراحی و برای تسهیل برداشتن جراحی تومور کاربرد داشته‌است.
پیوند مغز استخوان و پیوند سلول‌های بنیادی خون محیطی: دو روش برای پیوند مغز و استخوان وجود دارد. یک راه استفاده از سلول‌های ریشه ای خونی و یا مغز استخوان خود کودک می‌باشد (که تحت عنوان BMT یا PBSC اتولوگ نامیده می‌شود) راه دیگر استفاده از مغز استخوان یک فرد دهنده می‌باشد (که به نام BMT آلوژنیک معروف است).